# David Uwins
Pour les articles homonymes, voir Uwins.
David Uwins, né vers 1780 et mort en 1837, est un médecin britannique et écrivain médical.

## Biographie
Né à Londres vers 1780, il est le second fils de Thomas Uwins (mort en 1806), un greffier de la Banque d'Angleterre, et le frère de Thomas Uwins, l'artiste. Après avoir travaillé dans les hôpitaux de Londres, il est diplômé d'un M. D. à l'Université d'Edimbourg le 12 septembre 1803. De retour à Londres, qu'il a occupé pendant un court laps de temps le poste de médecin assistant au dispensaire Finsbury, puis il s'est établi à Aylesbury dans le Buckinghamshire. 

## Publications
Il a publié en 1833, A Treatise on those Disorders of the Brain and Nervous System which are usually considered and called Mental. Cela a établi sa réputation médicale. Il a annoncé ses convictions dans l'homéopathie dans un pamphlet Homœopathy and Allopathy, or Large, Small, and Atomic Doses. Il écrit aussi :
- Modern Medicine, Londres, 1808.
- Cursory Observations on Fever, Londres, 1810.
- Modern Maladies and the Present State of Medicine, Londres, 1818.
- A Compendium of Theoretical and Practical Medicine, de Londres, 1825.
- A Treatise on those Diseases which are either directly or indirectly connected with Indigestion, comprising a Commentary on the Principal Ailments of Children, à Londres, en 1827.
- Nervous and Mental Disorders, Londres, 1830.

Il a écrit des articles médicaux pour le Dictionary of the Arts and Sciences de George Gregory 1806 et a contribué aux séries "Reports", commencées par John Reid dans le Magazine Mensuel. Il a écrit deux articles dans la Revue Trimestrielle, sur la "Insanity and Madness" en juillet 1816 et sur "Vaccination" en juillet 1818, et pour une fois édité le Medical Repository